# Klaus Tenfelde
Klaus Tenfelde (* 29. März 1944 in Erkelenz; † 1. Juli 2011 in Bochum) war ein deutscher Historiker, Professor für Sozialgeschichte und soziale Bewegungen und bis zum 31. März 2011 Direktor des Instituts für soziale Bewegungen der Ruhr-Universität Bochum.

## Leben und Wirken
Klaus Tenfelde – Sohn eines Tiefbauarbeiters – absolvierte von 1958 bis 1961 eine Lehre bei den Bergwerken Essen-Rossenray. Anschließend arbeitete er ein Jahr lang als Knappe; danach war er drei Jahre als Polizeivollzugsbeamter im Bundesgrenzschutz tätig. 
Nachdem Tenfelde im Jahr 1967 im Braunschweig-Kolleg sein Abitur nachgeholt hatte, studierte er bis 1973 an der Universität Münster die Fächer Geschichte und Germanistik. Bereits 1975 wurde Klaus Tenfelde bei Gerhard A. Ritter mit seiner Dissertation über die Sozialgeschichte der Bergarbeiterschaft an der Ruhr im 19. Jahrhundert promoviert. Im Jahre 1981 erhielt er den Heinz Maier-Leibnitz-Preis für Nachwuchswissenschaftler.
Bis 1985 war er als wissenschaftlicher Mitarbeiter an der Universität München tätig. Dort habilitierte sich Tenfelde 1981 mit einer Arbeit zum Thema Proletarische Provinz. Radikalisierung und Widerstand in Penzberg/Oberbayern 1900 bis 1945. Er erhielt die Venia legendi für das Fach Geschichte. 1985 wechselte er an die Universität Innsbruck, wo er einen Lehrstuhl für Wirtschafts- und Sozialgeschichte übernahm. Im Jahre 1990 ging er an die Universität Bielefeld. Tenfelde wurde 1994 der Preis der Fritz Thyssen Stiftung verliehen. Ein Jahr später konnte Klaus Tenfelde den Lehrstuhl für Sozialgeschichte und soziale Bewegungen an der Ruhr-Universität Bochum übernehmen. Im November desselben Jahres wurde er zugleich Leiter des in den 1970er Jahren an der Ruhr-Universität gegründeten Instituts zur Erforschung der europäischen Arbeiterbewegung (IGA, seit 1999 Institut für soziale Bewegungen, ISB).
Tenfelde galt als Experte für die Geschichte des Ruhrgebiets und der Arbeit bzw. der Arbeiterbewegung. Er engagierte sich für die Entwicklung des Ruhrgebiets zur urban geprägten „Ruhrstadt“. Seit 1998 besteht die von ihm initiierte Stiftung Bibliothek des Ruhrgebiets im Haus der Geschichte des Ruhrgebiets in Bochum. Im Jahr 1999 wurde Tenfelde zum ordentlichen Mitglied der Historischen Kommission für Westfalen gewählt.
Im Jahre 2007 übernahm Tenfelde die Herausgabe des Handbuchs Geschichte des deutschen Bergbaus, dessen Bände von 2012 bis 2016 erschienen.
Tenfelde war mit der Ärztin Ellen Tenfelde verheiratet. Der Ehe entstammen zwei Kinder.

## Schriften (Auswahl)
Monografien
- „Krupp bleibt doch Krupp“. Ein Jahrhundertfest: Das Jubiläum der Firma Fried. Krupp AG in Essen 1912, Klartext Verlag, Essen 2005, ISBN 978-3-89861-364-4.
- Arbeiter im Deutschen Kaiserreich (gemeinsam mit Gerhard A. Ritter), Verlag J.H.W. Dietz Nachf., Bonn 1992.
- Proletarische Provinz. Radikalisierung und Widerstand in Penzberg/Oberbayern 1900 bis 1945, zuerst in: Bayern in der NS-Zeit, Bd. IV, hrsg. v. Martin Broszat u. a., Oldenbourg, München 1981, S. 1–382; durchgesehene und erweiterte Neuausgabe: Oldenbourg, München/Wien 1982, ISBN 3-486-50701-X (Zugleich: Universität München, Habil.-Schrift 1980/81).
- Sozialgeschichte der Bergarbeiterschaft an der Ruhr im 19. Jahrhundert, Verlag Neue Gesellschaft, Bonn-Bad Godesberg 1977, 2. Aufl. als Studienausgabe, Bonn 1981, ISBN 3-87831-226-1.

Herausgeberschaften
- Geschichte des deutschen Bergbaus, 4 Bände, Aschendorff-Verlag, Münster 2012–2016, ISBN 978-3-402-12900-5.
- Religiöse Sozialisationen im 20. Jahrhundert. Historische und vergleichende Perspektiven, Klartext Verlag, Essen 2010, ISBN 978-3-8375-0227-5.
- Das Ruhrgebiet. Ein historisches Lesebuch (gemeinsam mit Thomas Urban), 2 Bände, Klartext Verlag, Essen 2010, ISBN 978-3-8375-0286-2.
- Sozialstaat Deutschland. Geschichte und Gegenwart (= Politik und Gesellschaftsgeschichte, 87) (gemeinsam mit Ulrich Becker und Hans Günter Hockerts), Verlag J.H.W. Dietz Nachf., Bonn 2010, ISBN 978-3-8012-4198-8.
- Religion in der Gesellschaft. Ende oder Wende?, Klartext Verlag, Essen 2008, ISBN 978-3-89861-983-7.
- Zwangsarbeit im Europa des 20. Jahrhunderts. Bewältigung und vergleichende Aspekte (gemeinsam mit Hans-Christoph Seidel), Klartext Verlag, Essen 2007, ISBN 978-3-89861-588-4.
- Die europäische Stadt im 20. Jahrhundert. Wahrnehmung – Entwicklung – Erosion (gemeinsam mit Friedrich Lenger), Böhlau Verlag, Köln u. a. 2006, ISBN 3-412-17705-9.
- Zwangsarbeit im Bergwerk. Der Arbeitseinsatz im Kohlenbergbau des Deutschen Reiches und der besetzten Gebiete im Ersten und Zweiten Weltkrieg. Band 1: Forschungen (gemeinsam mit Hans-Christoph Seidel), Klartext Verlag, Essen 2005, ISBN 978-3-89861-389-7; Band 2: Dokumente (gemeinsam mit Hans-Christoph Seidel), Klartext Verlag, Essen 2005, ISBN 978-3-89861-390-3.
- Arbeiter im Staatssozialismus. Ideologischer Anspruch und soziale Wirklichkeit (gemeinsam mit Peter Hübner und Christoph Kleßmann), Böhlau Verlag, Köln u. a. 2005, ISBN 3-412-18705-4.
- Befreites Land. Vom „Ruhrkessel“ zur Gründung des Landes Nordrhein-Westfalen (= SBR-Schriften, 17), Klartext Verlag, Essen 2005, ISBN 978-3-89861-585-3.
- Arbeitseinsatz und Zwangsarbeit im besetzten Europa, Vandenhoeck & Ruprecht, Göttingen 2005 (= Geschichte und Gesellschaft, 31, H. 1).
- Handbuch zur Statistik der Parlamente und Parteien in den westlichen Besatzungszonen und in der Bundesrepublik Deutschland, 4 Bde., Droste Verlag, Düsseldorf 2002–2005.
- Irish and Polish Migration in Comparative Perspective (gemeinsam mit John Belchem), Klartext Verlag, Essen 2003, ISBN 978-3-89861-095-7.
- Ruhrstadt – Visionen für das Ruhrgebiet. Vier Diskussionsrunden, Klartext Verlag, Essen 2002.
- Arbeiter in der SBZ-DDR (gemeinsam mit Peter Hübner), Klartext Verlag, Essen 1999, ISBN 978-3-88474-730-8.
- Sozialgeschichte des deutschen Kommunismus, Vandenhoeck & Ruprecht, Göttingen 1995 (= Geschichte und Gesellschaft, 21, 1).
- Bilder von Krupp. Fotografie und Geschichte im Industriezeitalter, C. H. Beck, München 1994, 2. Aufl. 2002, ISBN 3-406-38545-1; engl.: Pictures of Krupp. Photography and History in the Industrial Age, Wilson, London 2005.
- Wege zur Geschichte des Bürgertums (gemeinsam mit Hans-Ulrich Wehler), Vandenhoeck & Ruprecht, Göttingen 1994.
- Sozialgeschichte des Bergbaus im 19. und 20. Jahrhundert. Beiträge des Internationalen Kongresses zur Bergbaugeschichte Bochum, Bundesrepublik Deutschland, 3.–7. September 1989/Towards a Social History of Mining. Papers presented to the International Mining History Congress Bochum, Federal Republic of Germany, September 3rd–7th, 1989, C. H. Beck, München 1992, ISBN 3-406-35118-2.
- Arbeiter im 20. Jahrhundert (= Industrielle Welt, 51), Klett-Cotta, Stuttgart 1991, ISBN 3-608-91344-0.
- Arbeiter, Unternehmer und Staat im Bergbau. Industrielle Beziehungen im Vergleich (gemeinsam mit Gerald D. Feldman), C. H. Beck, München 1989, ISBN 3-406-33987-5; engl.: Workers, Owners and Politics in Coal Mining. An International Comparison of Industrial Relations, Berg, New York u. a. 1990.
- Arbeiter und Arbeiterbewegung im Vergleich. Berichte zur internationalen historischen Forschung (= Beiheft zur Historischen Zeitschrift, 13), Oldenbourg, München 1986, ISBN 3-486-61750-8.
- Streik. Zur Geschichte des Arbeitskampfes in Deutschland während der Industrialisierung (gemeinsam mit Heinrich Volkmann), C. H. Beck, München 1981, ISBN 3-406-08130-4.